# 柴学久
柴学久（1921年—2001年5月），河北邢台人，中国人民解放军将领。

## 生平
1938年10月，参加八路军，1940年10月，加入中国共产党。他刻苦钻研工兵爆破技术，造出多种火器，培训出近2000名工兵。1942年7月，获“爆破英雄”荣誉称号，同年10月，组织民兵爆破训练，右臂被炸断，致残后仍坚持参加战斗。
1945年春，日军封锁八路军太行军区、太岳军区，对八路军根据地进行扫荡。时任太行八分区工兵连排长的柴学久，在道清铁路焦作至修武间的九里山、卧龙岗、白庄、李河一带，进行机动爆炸，破坏日军的铁路运输。由于爆破组有力打击，日军铁路运输受到很大牵制，有时数月不能通车，无法通过铁路组织有效的战备物资运送。同年4月，八路军在安阳与日军交战，日军在曲沟建有一个砖墙碉堡，为重点据守之地，对八路军造成较大威胁。柴学久奉命率领工兵班前往参战，成功爆破了碉堡，为整个战役的胜利创造了有利的条件，太行八分区授予柴学久“独臂爆破英雄”的光荣称号。
1945年8月，八路军对日军发起反攻，在攻打重点防御地区清化县城时，城内西北角将日军驻有日寇的一个中队镇守碉堡，共有守军120多人。由于负责攻击的八路军又没有火炮，只靠步兵攻击，双方陷入焦灼。此事工兵连长的柴学久率领爆破班赶来，柴学久亲自制作了一捆10公斤重的炸药，抱起来就往上冲，并成功炸开碉堡一条大口，紧接着，柴学久又拿来一些手榴弹，把一层包有炸药的布包绑在手榴弹外面，用细绳捆牢，然后爬到临近敌堡的房顶上，从缺口里把手榴弹包裹甩进，同时将柴火丢到敌堡出口处，用火点燃，并继续往碉堡里扔手榴弹。手榴弹爆炸并接连引起炸药爆炸，八路军最终成功攻占清化县。
八路军又乘胜向焦作挺进，柴学久经反复试验，发明出一种洋油筒里面装满炸药与破钢碎铁，威力很大的爆破筒。同时，他还创造了一种新探雷器，用以对付电网外围的地雷。攻城开始后，柴学久亲自去爆破电网成功，帮助部队成功攻占焦作。后八路军抵近沁阳，通过敌前爆破和突击队攻城，并未成功。这时部队改变战术，采用坑道作业，接近爆破。柴学久带领工兵选择地形、指挥挖掘，并最终把坑道挖到了外壕下面，成功将城墙炸开了五丈宽的大口，后续部队一跃而起，沿着炸开的道路向城内冲去，4000多名日伪军在八路军迅猛打击下，全部被歼，沁阳被八路军攻克。
国共内战期间，1947年3月，柴学久所在部队参加豫北战役，他带领4名工兵冲过封锁线，炸毁修武城西的九孔桥，保证了部队按时发起攻击。1949年6月，柴学久任工兵营营长后，先后创造了渡河草包、接触轻便桥、浮桥等简便架桥方法，在广东战役、广西战役及西南战役中被广泛使用。之后，他带领全营先后在江西、湖南、广西、广东、云南、贵州、四川等省修建桥梁64座，工兵营获兵团和所在军党委授予的“开路先锋”、“巩固部队模范营”。
1950年9月，柴学久出席全国战斗英雄代表会议。1958年9月，转业到无锡市民政局任副局长。1985年离休。2001年6月在江苏无锡因病去世。